# بلیس‌لی
بلیس‌لی (به لاتین: Belisli) یک منطقه مسکونی در جمهوری آذربایجان است که در شهرستان شابران واقع شده است.